# 1946 في كندا
فيما يلي قوائم الأحداث التي وقعت خلال عام 1946 في كندا.

## سياسة

### انتهاء فترة المنصب
- 1 يناير – جورج جونز Commander of the Royal Canadian Navy [الإنجليزية]‏.

## مواليد

### فبراير
- 18 فبراير – مايان فرانسيس سياسية كندية.

### سبتمبر
- 9 سبتمبر – بروس بالمر موسيقي كندي.

### أكتوبر
- 18 أكتوبر – هوارد شور ملحن كندي.

### نوفمبر
- 13 نوفمبر – كليفورد مارتن ويل فيزيائي كندي.

### ديسمبر
- 17 ديسمبر – يوجين ليفي ممثل كندي.
- 21 ديسمبر – دونالد كارسون

## وفيات

### فبراير
- 8 فبراير – جورج جونز (مواليد 1895) ضابط بحري كندي.

### مايو
- 30 مايو – لويس سلوتن (مواليد 1910)